# Sal oxácida
Una sal ox(o)ácida, oxosal u oxisal es el producto de sustituir alguno, o todos, los hidrógenos de un oxácido por cationes metálicos, por ejemplo K+, o no metálicos, por ejemplo NH4+. Cuando se sustituyen todos los hidrógenos se forma una oxisal neutra y cuando solo se sustituye una parte una sal ácida.

## Características de las oxisales
- Las sales son compuestos que forman agua oxigenada.
- La mayoría de las sales son solubles en agua.
- La mayoría de los carbonatos  metales alcalinos son poco solubles en agua.
- Las sales típicas tienen un punto de fusión alto, baja dureza, y baja compresibilidad.
- Fundidas o disueltas en agua, conducen la electricidad.

## Formación
Es el resultado de la combinación de un hidróxido con un ácido oxácido, aunque también se pueden formar de una manera más simple por la combinación de un metal y un radical.
La forma más simple de formar una oxosal es generando el oxoanión a partir del oxoácido correspondiente, de la siguiente forma:
El anión resulta por eliminación de los hidrógenos existentes en la fórmula del ácido. Se asigna una carga eléctrica negativa igual al número de hidrógenos retirados, y que, además, será la valencia con que el anión actuará en sus combinaciones.
Los aniones se nombran utilizando las reglas análogas que las sales que originan.

### Ejemplos
Unión de un hidróxido con un ácido oxácido:
| Fórmula                          | Nomenclatura sistemática | Nomenclatura Stock      |
| -------------------------------- | ------------------------ | ----------------------- |
| Mn(OH)2 + H2SO3 → MnSO3+2H2O     | Sulfito de manganeso     | Sulfato de manganeso II |
| Co(OH)+2 + H2SiO3-2 → CoSiO3+H2O | Silicato cobaltoso       | Silicato de cobalto II  |

Unión de un metal con un radical:

## Formulación

### Nomenclatura IUPAC
Dos nomenclaturas: la de adición y la estequiométrica  (sistemática).

### Nomenclatura tradicional
Las oxisales resultan de sustituir, total o parcialmente, los protones de un ácido oxácido por metales. Para ello se parte del ácido del que proviene la sal cambiando el sufijo -oso por -ito y el -ico por -ato.
En la nomenclatura tradicional o clásica primero se coloca el nombre del radical con el cual se está trabajando, seguido del nombre del metal que se utilizó y por último la terminación «-ato» para la valencia mayor e «-ito» para la valencia menor. De haber más valencias se utilizan los prefijos «hipo-» y «per-», el primero para la menor y el segundo para la mayor.

### Ejemplos
| Fórmula   | Nomenclatura sistemática             | Nomenclatura Stock           | Nomenclatura clásica | Observaciones                                                                    |
| --------- | ------------------------------------ | ---------------------------- | -------------------- | -------------------------------------------------------------------------------- |
| CaSO4     | Tetroxosulfato (VI) de calcio        | Sulfato de calcio (II)       | Sulfato de calcio    | El calcio tiene un único número de oxidación, +2.                                |
| MnSO3     | Trióxosulfato (IV) de manganeso (II) | Sulfito de manganeso(II)     | Sulfito de manganeso | El manganeso puede llegar a interaccionar con todas las valencias entre +1 y +7. |
| Ca(ClO2)2 | Dioxidoclorato (1-) de calcio        | Dioxidoclorato(1-) de calcio | Clorito de calcio    |                                                                                  |
| FeSO4     | Tetraoxosulfato (VI) de hierro (II)  |                              | Sulfato ferroso      | El hierro tiene dos números de oxidación posibles, aquí actúa con +2             |
| Fe2(SO4)3 | Tetraoxosulfato (VI) de hierro (III) |                              | Sulfato férrico      | El hierro está actuando con número de oxidación +3                               |
| CuNO2     | Dióxidonitrato (IV) de cobre (II)    |                              | Nitrito cuproso      | El cobre tiene varios estados de oxidación, pero el más habitual es +2.          |
| CoSiO3    | Trióxosilicato (IV) de cobalto (II)  | Silicato de cobalto II       | Silicato cobaltoso   | Estados de oxidación habituales del cobalto: 2 y 3.                              |

## Usos de las oxisales
El uso de las oxisales es muy variado, he aquí unos ejemplos
- El nitrato de sodio cuya fórmula química es NaNO3, es un agente preventivo de la enfermedad conocida como botulismo.
- Se consideran sales de curado (conservación de alimentos)  al nitrito de sodio o nitrato de sodio.
- El nitrato de potasio sirve para limpiar pequeñas cantidades de metales no nobles e impurezas. Además forma parte esencial de la pólvora negra.
- El sulfato de cobre es una sal en cristales color azul marino. Actúa como agente reactivador de sulfuros. Permite la recuperación de valores metálicos.
- La cabeza de los cerillos contiene pequeñas cantidades de clorato de potasio. El área contra qué se mueve la cerilla contiene fósforo rojo que con la fricción se transforma parcialmente en fósforo blanco. Este finalmente reacciona con el clorato de potasio y la energía liberada enciende el cerillo.
- El sulfato sódico, por ejemplo, se utiliza en la fabricación del vidrio, o como aditivo en los detergentes.
- El carbonato cálcico forma parte de la formulación de las pastas dentales.
- Una forma de sulfato de bario, opaca a los rayos X, se usa para examinar por Rayos X el sistema gastrointestinal.